# Кузьмичі (Городищенський район)
Кузьмичі (рос. Кузьмичи) — селище у Городищенському районі Волгоградської області Російської Федерації.
Населення становить 2273  особи. Входить до складу муніципального утворення Кузьмичевське сільське поселення.

## Історія
Селище розташоване у межах українського історичного та культурного регіону Жовтий Клин.
Згідно із законом від 14 травня 2005 року № 1058-ОД органом місцевого самоврядування є Кузьмичевське сільське поселення.

## Населення
| 2010 | 2012  | 2013  | 2014  | 2015  | 2016  | 2017  |
| ---- | ----- | ----- | ----- | ----- | ----- | ----- |
| 2357 | ↘2351 | ↘2329 | ↘2319 | ↘2311 | ↘2282 | ↘2273 |